# 卡尔·哈恩
卡尔·霍斯特·哈恩（德語：Carl Horst Hahn，1926年7月1日—2023年1月14日）是一名德国企业家，曾在1982年至1993年担任大众集团总裁。在其任期内，率领大众在全球扩张，并伴随中华人民共和国改革开放，成为了中国现代汽车工业的重要合作者，直接促成了上汽大众的建立，以及大众品牌在中国市场的扩张。

## 生平

### 早年
汉恩出生在萨克森州，在开姆尼茨附近长大。他的父亲是DKW（奥迪前身）的一位高级管理者，他在科隆大学和苏黎世大学学习企业管理，英国和法国学习经济和政治学。
1952年，汉恩在瑞士伯尔尼大学取得了经济学博士的学位。在佩鲁贾游学一年，学习了艺术史，在此期间在菲亚特做了一段时间的志愿者。

### 职业生涯
在任职大众之前，汉恩以经济学家的身份在经济合作与发展组织（OECD）供职。
1953年汉恩成为董事总经理海因里希·诺德霍夫的一名助理，并很快成为销售增长部门的负责人。

#### 大众美国（1959年–1965年）
1959年，诺德霍夫委派卡尔·哈恩前往大众美国担任总裁，哈恩上任后，大众北美针对甲壳虫和旅行车（小巴）开始了一系列营销活动，并且获得了广泛关注。在美国工作期间，哈恩迎娶了Marisa Lea Traina。

#### 大众AG主席（1982–1993年）
1973年，哈恩离开大众回到汉诺威，进入轮胎企业大陆集团供职。1982年，哈恩回到大众集团担任总裁。随后大众开始对西班牙品牌西雅特公司进行股权收购，并在1990年代完全将其纳入麾下。
1984年10月，哈恩与中方在北京签署了合资协议，德国总理科尔和中国总理赵紫阳出席了签字仪式。

## 影响
卡尔·哈恩任内，高尔夫成为了欧洲最受欢迎的车型，同时通过对西雅特公司（SEAT）和斯柯达的收购，扩张了公司业务版图。
1980年代，卡尔·哈恩在中国市场刚刚开放的初期，就力主大众进入中国市场，大众也成为中国汽车工业发展中的重要参与者。2018年，哈恩获得由《中国新闻周刊》评定的“见证40年·经济人物”。